# 仁叟寺
仁叟寺（じんそうじ）は、群馬県高崎市吉井町神保にある曹洞宗の寺院。山号は天祐山、院号は公田院、本尊は釈迦牟尼仏。

## 歴史
応永年間（1394年 - 1428年）、奥平城主・奥平貞訓が奥平公田に開基したと伝わる。その後、1522年（大永2年）に貞訓の子孫である貞能により現在地に移された。移転に際し雙林寺4世・直翁裔正を住職に招いて開山とした。
これまでに歴代領主の保護を受け、江戸時代には、25石の寺領を受けている。
移転後、現在に至るまで、幸いにも火災に遭わずに済んでいる。その甲斐あって、1891年（明治24年）に群馬県内では長楽寺とともに古社寺保存法（現在の文化財保護法に相当）の指定を受け、皇室より下賜金を受けている。
正面11間、側面6間の入母屋造瓦葺の本堂は18世紀前期の建築とみられ、3間3戸の楼門形式の山門は明和元年（1764年）の建築、薬医門形式の惣門は寛文3年（1663年）の建築である。

## 文化財

### 群馬県指定文化財
群馬県指定天然記念物
- 仁叟寺のカヤ（昭和27年11月11日指定[6]） - 開山・直翁裔正のお手植えとの伝承がある[7]。

### 高崎市指定文化財
高崎市指定重要文化財
- 石造薬師如来座像（平成元年2月8日指定[8]）
- 天祐山公田院仁叟寺（平成17年3月15日指定[9]）

高崎市指定天然記念物
- 仁叟寺のムク（昭和52年3月24日指定[10]）

## 交通アクセス
- 吉井駅より徒歩14分。